# Semacode

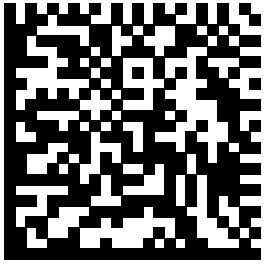
DataMatrix-Symbol mit Wikipedia-URL

Semacode (griech. semaion „Zeichen“) ist eine kanadische Firma und gleichzeitig die von dieser Firma gewählte Marketing-Bezeichnung für ein auf der DataMatrix-Norm ISO/IEC 16022 basierendes DataMatrix-Codesymbol, in dem eine URL kodiert ist.
Mit entsprechender Handy-Software kann das DataMatrix-Codesymbol von Fotohandys erkannt werden und dient dabei zum schnellen Aufruf einer Web- oder WAP-Seite auf dem Handy ohne mühsames Eintippen der Adresse. Inzwischen gibt es mehrere Implementierungen solcher DataMatrix-Lesesoftware von verschiedenen Anbietern, allerdings meistens nicht kostenfrei. 
Ein Projekt mit Semacode im Bereich des öffentlichen Mobile-Taggings war Semapedia. Diese nutzt nun den QR-Code.

## Semacode Reader
| Name                 | Plattform           |
| -------------------- | ------------------- |
| Semacode-Reader      | java (Mobiltelefon) |
| Kaywa Reader java    | java (Mobiltelefon) |
| Kaywa Reader Symbian | Symbian S60         |
| Glass Reader         | Symbian             |
| ZebraScan            | Symbian             |
| i-nigma              | Windows Mobile      |
| QuickMark            | Windows Mobile      |
| Barcode Scanner      | Android             |
| Barcode              | iPhone              |